# Phryneta hecphora
Phryneta hecphora är en skalbaggsart som beskrevs av Thomson 1857. Phryneta hecphora ingår i släktet Phryneta och familjen långhorningar.
Artens utbredningsområde är Moçambique. Inga underarter finns listade i Catalogue of Life.